# Gastrancistrus autumnalis
Gastrancistrus autumnalis är en stekelart som först beskrevs av Walker 1834.  Gastrancistrus autumnalis ingår i släktet Gastrancistrus och familjen puppglanssteklar. Arten är reproducerande i Sverige. Inga underarter finns listade i Catalogue of Life.